# Złota Rękawiczka

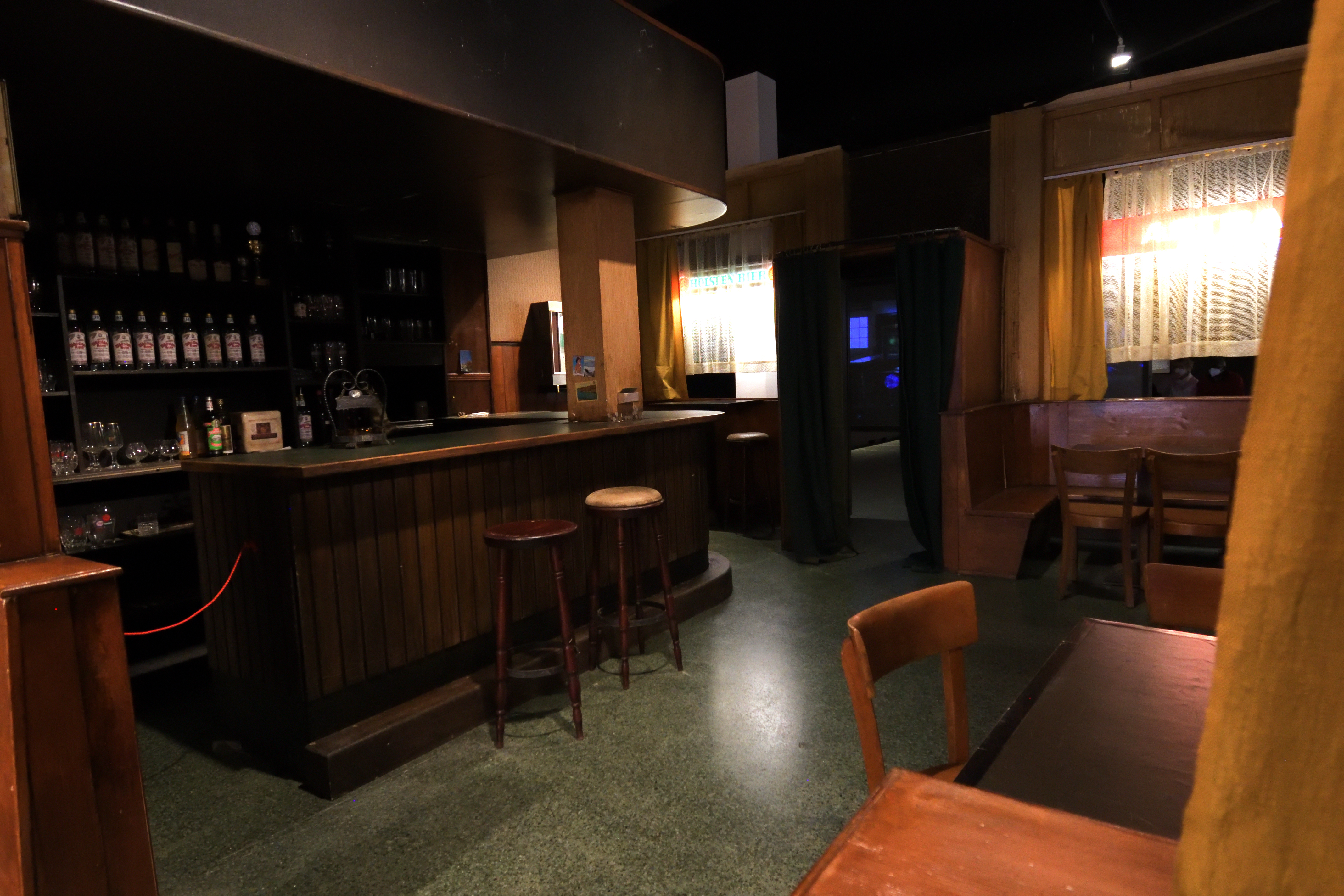
Plan filmowy pubu Zum Goldenen Handschuh.

Złota Rękawiczka (niem. Der Goldene Handschuh) – niemiecko-francuski dramat filmowy z 2019 roku w reżyserii Fatiha Akina, zrealizowany na podstawie powieści Heinza Strunka.
Scenariusz oparty został na autentycznych wydarzeniach, mających miejsce w latach 70. XX wieku w dzielnicy St. Pauli w Hamburgu. Ukazuje on brutalne działania seryjnego mordercy Fritza Honki.

## Fabuła
Stałym bywalcem obskurnego, hamburskiego baru Złota Rękawiczka jest Fritz Honka (Jonas Dassler). Zaburzenia umysłowe mężczyzny na tle seksualnym w połączeniu z nieatrakcyjnym wyglądem sprawiają, że po spożyciu alkoholu staje się on wyjątkowo agresywny i bezwzględny. Przypadkowe znajomości ze starszymi prostytutkami, które nawiązuje w barze, kończą się dla nich tragicznie.

## Obsada
- Jonas Dassler jako Fritz Honka
- Marc Hosemann jako Siggi Honka
- Margarete Tiesel jako Gerda Voss
- Uwe Rohde jako Herbert Nürnberg
- Dirk Böhling jako „Wojak” Norbert
- Lars Nagel jako Ernie „Nochal”
- Adam Bousdoukos jako Lefteris
- Martina Eitner-Acheampong jako Frida

## Produkcja
Film kręcono od 2 lipca do 18 sierpnia 2018 w Hamburgu.

## Nagrody i nominacje
| Rok  | Nagroda            | Tytułem          | Produkcja        | Rezultat                   | Źródło |
| ---- | ------------------ | ---------------- | ---------------- | -------------------------- | ------ |
| 2019 | 69. MFF w Berlinie | Złoty Niedźwiedź | Złota Rękawiczka | Udział w konkursie głównym | [ 1 ]  |